# The Soul Collector
The Soul Collector (también conocida como 8: A South African Horror Story o simplemente 8 ) es una película de suspenso sobrenatural sudafricana de 2019 escrita por Johannes Ferdinand Van Zyl y Harold Holscher, quien también es el director. Está protagonizada por Garth Breyetenbach, Inge Beckmann, Keita Luna y Tshamano Sebe.

## Sinopsis
Al encontrarse en bancarrota, William Ziel se ve obligado a regresar a la granja que heredó de su padre para comenzar una nueva vida con su fragmentada familia.

## Elenco
- Garth Breyetenbach como William Ziel[4]
- Inge Beckmann como Sarah[4]
- Keita Luna como Mary[4]
- Tshamano Sebe como Lazarus[4]

## Lanzamiento
Tuvo su estreno mundial en el Festival de Cine Fantasía el 20 de julio de 2019.
Desde el 19 de junio de 2020, está disponible en Netflix.

## Recepción
Rotten Tomatoes le dio una calificación de 73%, basado en once reseñas.
Simon Abrams en su reseña mencionó que: "La historia de Holscher promete mucho, a veces usando efectos especiales simples y prácticos en la cámara, pero generalmente con diálogos frustrantes".  Terminó agregando que el director es "un cineasta talentoso, y las mejores partes de la película me dieron ganas de ver qué hace después".